# Джус Степан Петрович
Степан Петрович Джус (19 червня 1941, Кобильня — 9 липня 2023, Ялта) — український художник; член Спілки радянських художників України з 1975 року. Чоловік художниці Людмили Джус, батько художника Тараса Джуса.

## Життєпис
Народився 19 червня 1941 року в селі Кобильні (нині Вінницький район Вінницької області, Україна). Навчався у Вінниці у Олексія Сидорова. З 1958 року здобував художню освіту у Кримському художньому училищі імені Миколи Самокиша; у 1966—1971 роках — на відділенні монументально-декоративного живопису у Харківського художньо-промислового інституту, де його педагогами були Євген Єгоров, Євген Биков, Борис Колесник, Олександр Хмельницький.
З 1971 року жив і працював у Ялті. Мешкав у будинку на вулиці Кривошти, № 15, квартира № 31 та у будинку на вулиці Павленка, № 5. Помер у Ялті 9 липня 2023 року.

## Творчість
Працював у галузях станкового (писав пейзажі, морські пейзажі, натюрморти) та монументального живопису (створював мозаїки, вітражі), декоративно-ужиткового мистецтва (майстер гобеленів). Серед робіт:
живопис
- «Весна» (1984);
- «Перший сніг» (1995);
- «Зимовий день» (2006);
- «Схід сонця» (1997);
- «Міст Ріальто у Венеції» (1998);
- «Індійський бузок» (2008);
- «Біля Гурзуфа» (2000);
- «Осінній ранок» (2001);
- «Зимовий вечір» (2001);
- «Горобина» (2002);
- «Венеція» (2004);
- «Захід сонця» (2004);
- «Зимова дорога» (2005);
- «Камені» (2005);
- «Зима в перевальному» (2005);
- «Повінь. Площа Сан-Марко, Венеція» (2005);
- «Сріблястий день» (2005);
- «Вечір» (2005);
- «На узліссі» (2005);
- «Перший сніг» (2005);
- «У Нижній Ореанді» (2006);
- «Київський мотив» (2006);
- «Березень» (2006);
- «Стежка» (2006);
- «Кара-Даг» (2006);
- «Калина на узліссі» (2006);
- «Срібний шторм» (2006);
- «Штиль» (2006);
- «Бузок» (2007);
- «Водоспади» (2007);
- «Тиха річка» (2007);
- «Осінь в Карпатах» (2008);
- «Ранок» (2008);
- «Карлові Вари. Качки в каналі» (2008);
- «Після дощу» (2008);
- «Золоте місто» (2008);
- «Прага» (2008);
- «Празька осінь» (2008);
- «Празька вулиця» (2008);
- «Сонячний день» (2008);
- «Перед грозою» (2008);
- «Пляж в Орджонікідзе» (2008);
- «Макарська Рів'єра» (2009);
- «Біля Дніпра» (2009);
- «Весна» (2009);
- «Дерева над річкою» (2009);
- «Після дощу» (2009);
- «Літо» (2010);
- «Чорногорія» (2010);
- «Осінь» (2010);
- «Зимовий вечір» (2010);
- «Весна» (2011);
- «Осінній Натюрморт» (2012);
- «Відлига» (2012);
- «Три дерева» (2012);
- «Церква Покрови на Нерлі» (2014);
- «Осінній ставок» (2016);
- «Великий Канал. Венеція» (2016);
- «Венеція» (2016);
- «Вечір» (2016);
- «Після полудня» (2016);
- «Ранок» (2016);
- «На Хортиці» (2016);
- «Осінь» (2016).

гобелени (у співавторстві з Людмилою Джус; вовна, ручне ткацтво)
- «Лицарям революції» (1975)[5];
- «Троянди Криму» (1976)[5];
- «На мирній землі» (1978)[5];
- «Кримська осінь» (1979)[6];
- «Сестри» (1982)[7];
- «Ліс» (1984)[8]
- «Біліє вітрило самотнє…» (1985; резиденція Президента України «Зоря» у Форосі)[8];
- «Мир планеті на ймення Земля» (1985)[7];
- «Дубрава», «Підводний світ» (1985)[8];
- «Наш дім — Земля» (1986, триптих)[6];
- «Дівчата Криму» (1988)[6];
- «Музика» (1991, гобелен-завіса)[8];
- «Херсонес» (1992)[6];
- «Дівчата Японії» (1993)[8];
- «Ліс», «Чаплі» (1994)[8];
- «Квітуча Україна», «Побачення», «Музика-Птах», «Осінь» (1996)[8];
- «Ластівки» (1998, триптих)[8];
- «В небі Харкова» (2001; Харківське державне авіаційне виробниче підприємство)[8];
- «Мотор-Січ» (2001; ПАТ «Мотор Січ»)[8];
- «Над рідною землею» (2004; Харківський національний педагогічний університет імені Григорія Сковороди)[8].

Разом з Людмилою Джус створив флорентійські мозаїки: «В горах Криму» (1986); у резиденції Президента України «Зоря» у Форосі: «Підводний світ» (1988), «До Сонця» (1988), «Музика моря» (1990), «Орфей та Еврідіка» (1990).
Автор вітражу «Навчаємось, працюєм, відпочиваєм» (1973, у клубі Скадовського радгоспу-технікуму). 
Твори зберігаються в музеях і приватних колекціях України, Росії, Німеччини, Австрії, Угорщини, Японії, Канади, Сполучених Штатів Америки.
Автор п'яти статей про ялтинських митців у Енциклопедії сучасної України.

## Відзнаки
- Перша премія Всесоюзної виставки творів молодих художників (1976)[1];
- Заслужений художник Української РСР (1979)[5];
- Народний художник України (1995; за значний особистий внесок у розвиток і популяризацію культурно-мистецької спадщини українського народу, високий професіоналізм)[10];
- Державна премія Автономної Республіки Крим (1999; за живопис, гобелени, флорентійську мозаїку)[11];
- Міжнародна премія імені Володимира Винниченка (2008; за серію тематичних килимів та живописні твори останніх років);
- Орден «За заслуги» ІІІ ступеня (2010; за вагомий особистий внесок у справу консолідації українського суспільства, розбудову демократичної, соціальної і правової держави та з нагоди Дня Соборності України)[12];
- Почесний громадянин Ялти (8 червня 2011)[13].